# Berdjuschje
Berdjuschje (russisch Бердю́жье) ist ein Dorf (selo) in der Oblast Tjumen in Russland mit 5158 Einwohnern (Stand 14. Oktober 2010).

## Geographie
Der Ort liegt etwa 230 km Luftlinie südöstlich des Oblastverwaltungszentrums Tjumen im Westsibirischen Tiefland. Er befindet sich an den zwei Seen Bolschoje Berdjuschje (Großer Berdjuschje) und Maloje Berdjuschje (Kleiner Berdjuschje).
Berdjuschje ist Verwaltungszentrum des Rajons Berdjuschski sowie Sitz der Landgemeinde Berdjuschskoje selskoje posselenije, zu der außerdem die Dörfer Gagarina (5 km westlich), Glubokoje (10 km südöstlich) und Tschesnoki (10 km östlich) gehören.

## Geschichte
In der Gegend des heutigen Dorfes siedelten sich Russen aus der Region um Perm ab dem 17. Jahrhundert an. Das Dorf Berdjuschje, anfangs auch als Berdjuschja (sloboda) bezeichnet, wurde erstmals 1758 erwähnt. Im 19. Jahrhundert entwickelte es sich zu einem regional bedeutsamen Handelsplatz und wurde Sitz einer Wolost. Seit November 1923 ist Berdjuschje Verwaltungssitz eines nach ihm benannten Rajons.

### Bevölkerungsentwicklung
| Jahr | Einwohner |
| ---- | --------- |
| 1897 | 1834      |
| 1939 | 2460      |
| 1959 | 2417      |
| 1970 | 3684      |
| 1979 | 4975      |
| 1989 | 5516      |
| 2002 | 5256      |
| 2010 | 5158      |

Anmerkung: Volkszählungsdaten

## Verkehr
Südöstlich an Berdjuschje vorbei verläuft die Regionalstraße, die von Makuschino in der benachbarten Oblast Kurgan über Tschastooserje kommend weiter nach Ischim führt. Sie ist als Querverbindung zwischen der R254 Irtysch Tscheljabinsk – Nowosibirsk und der R402 Tjumen – Omsk Teil der Umgehung des kasachischen Territoriums im Verlauf der R254 sowie Teil der Europastraße 30. Von Berdjuschje in nördlicher Richtung verläuft die 71N-401 nach Golyschmanowo an der R402, sowie zunächst nach Westen in das benachbarte Rajonzentrum Armisonskoje die 71N-405 (weiter nach Omutinskoje, ebenfalls an der R402).
Im etwa 70 km entfernten Golyschmanowo befindet sich an der Transsibirischen Eisenbahn die nächstgelegene Bahnstation.